# Минчо Томов
Минчо Томов Станчев, известен и като Мицо Стамчев и Иван Димитров, е български революционер, деец на тракийското освободително движение.

## Биография
Томов е роден около 1845 година в костурското село Косинец, тогава в Османската империя, днес Йеропиги, Гърция. От 1875 до 1878 година е четник при капитан Петко войвода под името Иван Димитров. След 1878 година се установява в освободена Варна, но през 1895 година е привлечен и участва в Четническата акция на Македонския комитет, като войвода на чета в Беломорска Тракия.
През април 1897 година дружество „Странджа“ го привлича за войвода на Първа въстаническа чета „Странджа", която да навлезе в Одринско с 13 души - Стоян Петров Топузов и четници Киро Калудов от село Маджура, Тодор Вълканов от село Курията, Петър Димитров, брат му Страти Димитров и Апостол Льондов от Лозенград, Найден Шопът от Софийско, Вангел Шунтов от Македония, Стефан Янакиев, Иван Изкюплията и Атанас Иванов от Старозагорско, Марко и Панайот от Македония. Томов тръгва от Алан кайряк и през април и май обикаля при постоянен дъжд българските села в Малкотърновско, Лозенградско и Бунархисарско. След няколко престрелки и трима пленени, четата се завръща в България.